# Йоркский собор
Кафедральный городской собор святого Петра в Йорке (англ. Cathedral and Metropolitan Church of Saint Peter in York), обычно называемый Йоркским собором (англ. York Minster) — собор в английском городе Йорк, минстер, главный храм Йоркского диоцеза и Йоркской провинции, один из крупнейших готических храмов в северной Европе. В нём находится кафедра архиепископа Йоркского, третьего иерарха англиканской церкви (после монарха и архиепископа Кентерберийского). Также есть настоятель собора и капитул под общим руководством Настоятеля Йоркского, викария провинции.
Собор закончен в 1472 году после нескольких веков строительства, освящён в честь святого Петра. Здание знаменито своим широчайшим главным нефом в стиле декоративной готики, капитулярной залой в том же стиле, хорами перпендикулярной готики и трансептами в раннеанглийском готическом стиле. В нефе находится знаменитое Западное окно 1338 года с сердцевидным орнаментом розы, т. н. «Сердце Йоркшира», в Капелле Девы находится Большое Восточное окно, законченное в 1408 году и представляющее собой самый большой сохранившийся средневековый витраж в мире. В торцевой стене северного трансепта витражи Пять Сестёр — ланцетовидные окна высотой 16,3 метра (53 фута), в южном трансепте — окно-роза.

## История
Епископ Йоркский был призван наряду с прочими на Арелатский собор 314 года, что свидетельствует о том, что на тот момент в Йорке уже существовала христианская община, но археологических свидетельств тому немного. Первая запись о церкви в Йорке говорит о том, что деревянную постройку воздвигли спешно в 627 году для крещения Эдвина, короля нортумбрийского. Капитальное здание строилось королём Освальдом и было освящено в 637 году во имя святого Петра. Уже к 670 году, когда епископом Йоркским стал Вильфрид (впоследствии канонизированный), церковь сильно обветшала. Вильфрид перестроил и укрепил её. К VIII веку школа и библиотека при Йоркском соборе стали одними из лучших в Европе Самым известным выпускником этой школы является Алкуин.
В 741 году здание собора сгорело и было отстроено значительно крупнее, в новой церкви было тридцать алтарей. Следующие два века истории собора, полные иноземных нашествий, известны плохо. В это время архиепископами Йоркскими были подряд несколько бенедиктинцев: свв. Освальд Вустерский, Вульфстан и Элдред, который был в числе епископов, короновавших Вильгельма Завоевателя. Элдред умер в 1069 году и был похоронен в соборе.
Собор был повреждён в ходе кампании Вильгельма по усмирению северных графств в 1069 году, но первый нормандский епископ, Томас из Байё, прибывший в город в 1070 году, занялся ремонтом. Датчане уничтожили храм в 1075 году, но пять лет спустя началось его воссоздание в нормандском стиле. Здание было в бело-красную полоску. Новый собор был длиной 364 фута (111 м). Собор пострадал от пожара в 1137 году, но вскоре был отремонтирован. Хоры и крипта перестроены в 1154 году в нормандском стиле, и добавлена новая капелла той же архитектуры.
В середине XII века на Британские острова завезена готика. Ставший в 1215 году архиепископом Йоркским Уолтер де Грей повелел выстроить готическое здание собора, способное соперничать с Кентербери; строительство началось в 1220 году. Первыми частями нового здания стали северный и южный трансепты, законченные к 1250-м годам, оба в стиле ранней английской готики, но несколько различные. К тому же времени была завершена центральная башня с деревянным шпилем. Строительство собора продолжалось до XV века.
Капитулярная зала была начата в 1260-е и завершена не позже 1296 года. Главный неф строился с 1280-х годов на фундаменте нормандской церкви. Он был перекрыт крышей в 1330-е, но внутренние своды не были закончены до 1360 года. После этого строительство переместилось в восточную половину, где последние части нормандского здания были разобраны в 1390-е, а работы завершены около 1405 года. В 1407 году центральная башня обрушилась, после чего её устои были усилены, и башня восстановлена. Башни западного фасада прибавились в промежутке между 1433 и 1472 годами, когда собор был объявлен законченным и освящён в целости.

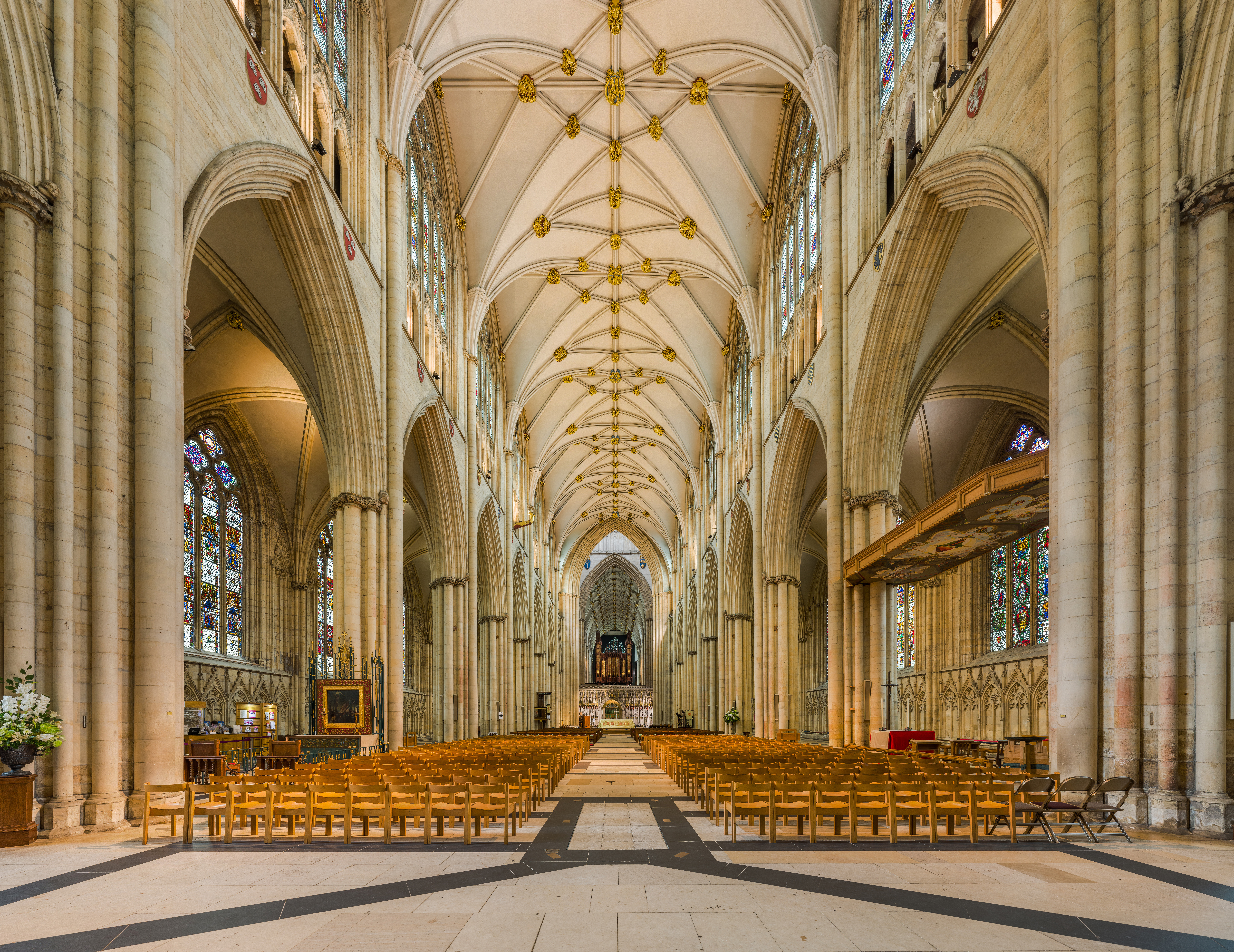
Неф Йоркского собора

Реформация привела к масштабным утратам как сокровищ, так и земель церкви. При Елизавете I значительные усилия были приложены к тому, чтобы вытравить дух католицизма из здания собора, разрушены многие надгробия, витражи и алтари. В гражданскую войну город Йорк был осаждён войсками Парламента и взят в 1644 году, но Томас Ферфакс защитил собор от разграбления.

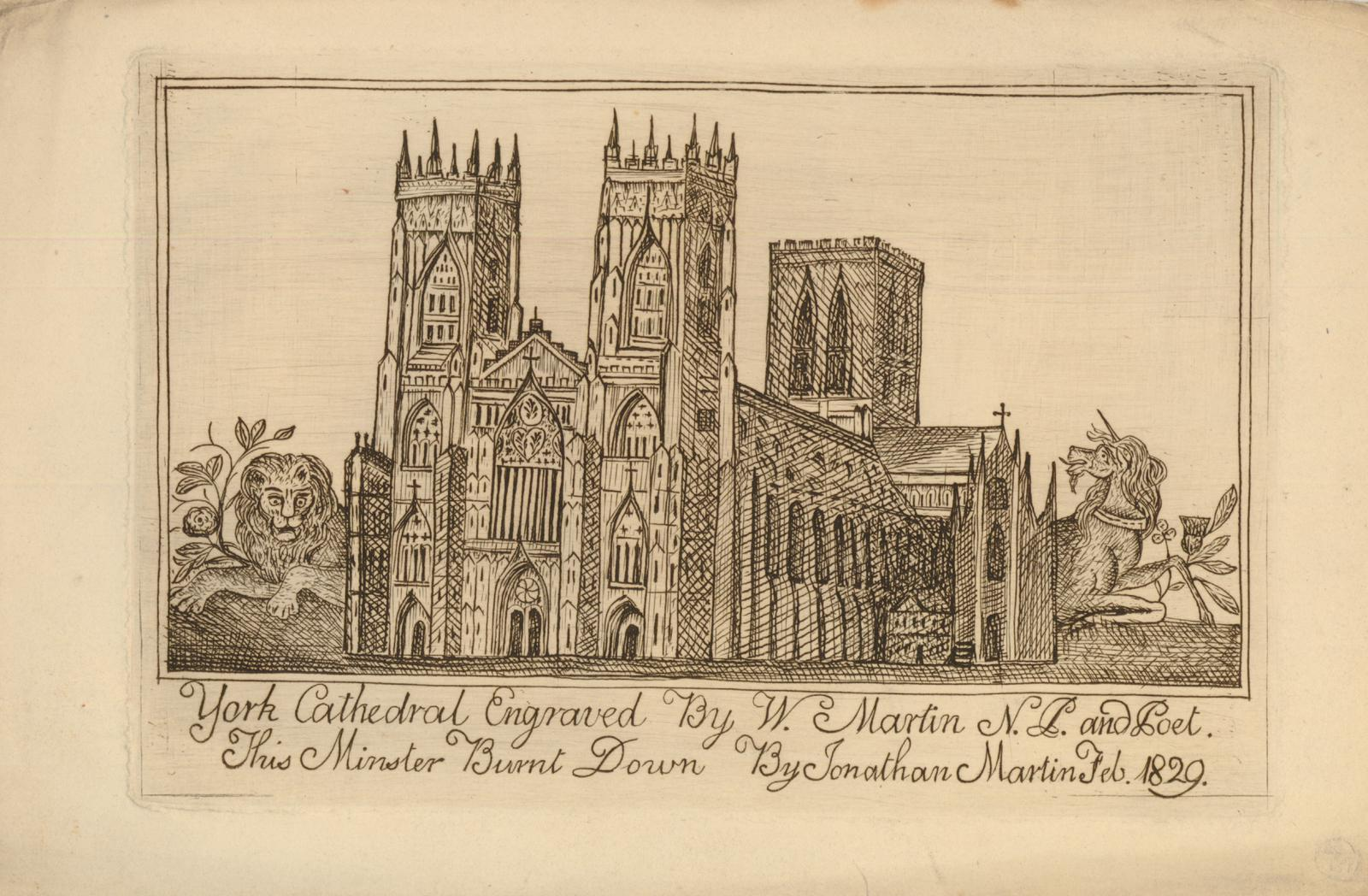
Гравюра Уильяма Мартина, брата поджигателя Джонатана Мартина

Ослабление трений между англиканами и католиками привело к ремонту собора. С 1730 по 1736 годы длились работы по выстилке полов узором из цветных мраморов, с 1802 года проходила общая реставрация. 2 февраля 1829 года Джонатан Мартин, будучи не вполне психически здоров, раздражившись фальшивыми звуками органа, поджёг церковь. Пожар длился двое суток, огромный урон был нанесён всей восточной половине, утрачено 40 метров кровли от центральной башни к восточному концу, сгорели орган, средневековая мебель хора, епископский трон, кафедра и многое другое. После случайного пожара в 1840 году от главного и южного нефов, а также юго-западной башни, остались лишь закопчённые стены. Собор глубоко погрузился в долговую яму, в 1850-е в нём прекращены службы, но с 1858 года Август Данкомб (англ. Augustus Duncombe) преуспел в его возрождении.
В течение XX века работы по реставрации здания активизировались, особенно после обследования 1967 года, которое выявило, что здание ветхое, а центральная башня близка к обрушению. £2 млн было потрачено в 1972 году на укрепление фундамента и перекрытия. В ходе сопутствовавших раскопок под южным трансептом открыт северный угол Principia римской крепости Eboracum. Этот раскоп наряду с остатками нормандской церкви был вновь открыт для публики в 2013 году в рамках экспозиции об истории здания Йоркского собора.
Рано утром 9 июля 1984 года в южном трансепте собора начался сильный пожар. Пожарные приняли решение заливать огонь, чтобы спасти остальное здание, несмотря на то, что под весом десятков тонн воды обрушилось перекрытие южного трансепта. Огонь был локализован силами 114 пожарных, клирики и другие сотрудники в это время спасали исторические ценности и реликвии. Витраж розы южного трансепта пострадал, но не рассыпался и был позднее отреставрирован. Расследование установило, что причиной пожара с вероятностью 80 % был удар молнии в металлический ящик распределительного электрощита на крыше, с вероятностью 10 % — поджог и 10 % — неисправность электропроводки. Некоторые ревностные англикане сочли пожар знаком божьего гнева на рукоположение в епископы даремские Дэвида Дженкинса, взгляды которого они считали близкими к еретическим.
Реставрация собора после пожара завершилась в 1988 году, смета составила £2¼ миллиона. Балки воссозданы из дуба и покрыты огнезащитной штукатуркой. Орнаментальные розетки на узлах пересечения деревянных балок заменены новыми по рисункам победителей детского телевизионного шоу Blue Peter (BBC).
В 2007 году началась реставрация восточного фасада стоимостью £23 миллиона. 311 витражных панелей Большого Восточного окна были сняты в 2008 году и возвращены в 2018-м, когда реставрация окончилась.

### Школы
Певческие школы существовали при соборе с VII века. Первую основал в 627 Паулин, первый епископ Йоркский. Главное здание, в котором располагается школа ныне, выстроено в 1830-33 годах, два других — в 1837-м, четвёртое, в георгианском стиле, в 1755-м.

## Архитектура существующего здания

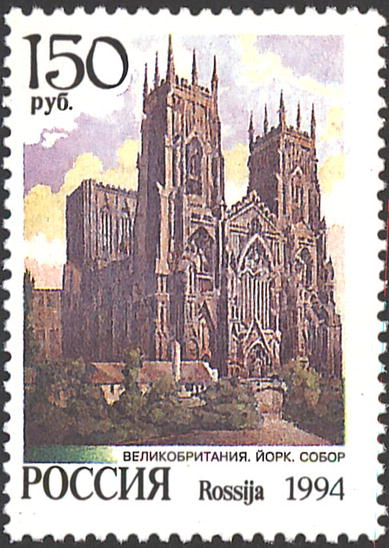
Йоркский собор на почтовой марке России, 1994 год

Йоркский собор является второй по величине готической церковью Северной Европы и демонстрирует развитие английской готики от ранней к перпендикулярному стилю. Нынешнее здание начато постройкой около 1230 года и завершено в 1472-м. Йоркский собор, таким образом, является крупнейшим готическим храмом, полностью выстроенным в готическую эпоху, в отличие от Кёльнского собора, строительство которого прервалось на 350 лет и было завершено лишь в 1880 году. План собора — латинский крест с восьмиугольной залой для капитула, пристроенной к северному трансепту, двумя башнями на западном фасаде и одной над средокрестием. Здание выстроено из пермского магнезиального известняка белого цвета, добытого неподалёку в Тадкастере. Собор насчитывает 524,5 фута (160 м) длины, центральная башня его высотой 235 футов (72 м). Высота сводов на хорах составляет 102 фута (31 м).
Северный и южный трансепты были хронологически первыми выстроенными частями церкви. Окна их простые, ланцетовидные, наиболее известны из них Пять Сестёр — каждое высотой 16,3 метра (53 фута) и 5 футов (1,5 м) шириной — с гризайлевыми витражами, в отличие от обычно встречающихся в средневековых витражах цветных повествовательных сцен или священных символов. В южном трансепте — окно-роза с витражами 1500 года, символизирующими объединение враждующих родов Ланкастеров и Йорков. Кровли трансептов деревянные, южная сгорела в 1984 году и восстановлена четыре года спустя, причём орнаментальные розетки на узлах пересечения деревянных балок заменены новыми по рисункам победителей телевизионного шоу Blue Peter (BBC).
По завершении трансептов начались работы над капитулярной залой и галереей, соединяющей залу с трансептами. В архитектуре капитулярной залы проступает заря декоративного периода английской готики, окна её, более широкие, чем раннеготические, украшены геометрическим узором переплётов. Тем не менее, работа была завершена прежде, чем в ход вошла S-образная кривая (киматий), широко используемая в позднем декоративном периоде. Окна капитулярной залы составляют практически сплошную поверхность, заливая её светом. План залы восьмиугольный, как часто встречается в такого рода постройках, но обычной центральной колонны, поддерживающей перекрытие, здесь нет: новая конструкция деревянной кровли оказалась достаточно лёгкой, чтобы опираться лишь на укреплённые контрфорсами стены. Также зала может похвастаться обилием готической скульптуры, причём образцы эти — одни из лучших в Англии. Это человеческие головы (все разные), лица, ангелы, животные и гротески. Уникальным является использование пурбекского мрамора для украшения столбов трансепта и капитулярной залы.
Неф начат в 1291 году и завершён около 1350-го, выполнен в декоративном стиле, главный корабль является самым широким в Англии, перекрытие его деревянное, но раскрашено под каменное. Боковые нефы покрыты каменными сводами. Большое Западное окно, т. н. «Сердце Йоркшира» — второе по величине из 128 окон церкви. Западное окно, как и западный фасад, было построено Иво из Рэгтона (англ. Ivo de Raghton) к 1338—39 году. Переплёт окна выполнен в стиле пламенеющей готики. Эрозия камня привела к тому, что в конце 1980-х пришлось заменить переплёт его точной копией.
Восточная часть храма выстроена между 1361—1405 годами в перпендикулярном стиле. Несмотря на перемену в стиле, хорошо заметную в деталях профилировки и капителях столбов, эта часть сохраняет в целом согласие с более ранним нефом. В ней располагается вторая пара трансептов, доходящих лишь до половины высоты главного пролёта, и не выступающих за боковые стены. Там же расположена Капелла Девы. На пересечении малых трансептов с нефом располагается алтарь, и сами трансепты необходимы для того, чтобы осветить его. Позади алтаря Большое Восточное окно — крупнейший сохранный средневековый витраж в мире. Ниже большого окна в 2012 году установлена Сфера из нержавеющей стали, в которой экспонируется одна из пяти снятых из окна панелей, каждый месяц новая, чтобы посетители могли рассмотреть работу мастера Джона Торнтона вблизи.
Скупо украшенная центральная башня построена в 1407—1472 годах в перпендикулярном стиле. Под нею, отделяя хоры от средокрестия и нефа, расположена алтарная преграда XV века со статуями английских королей от Вильгельма Завоевателя до Генриха VI под каменными позолоченными балдахинами и на красном фоне. Над преградой располагается орган, восходящий к 1832 году. Западные башни, также в перпендикулярном стиле, в противоположность центральной густо покрыты украшениями, увенчаны крепостными зубцами и восемью пинаклями каждая.
В 2003 году English Heritage предоставили в общественное достояние монографию об истории Йоркского собора с архитектурной точки зрения.

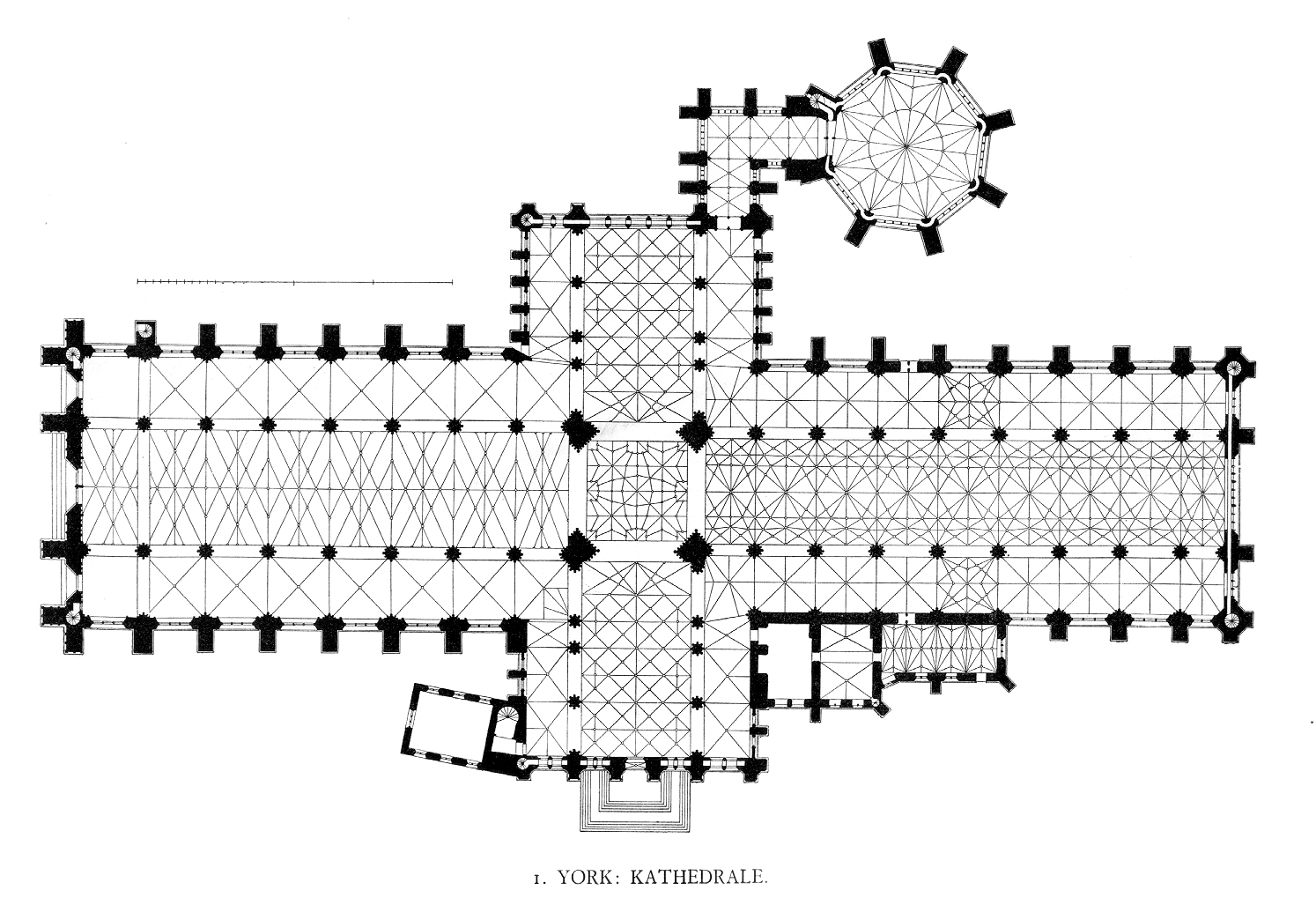
Крестообразный план церкви; чертёж Георга Дехио
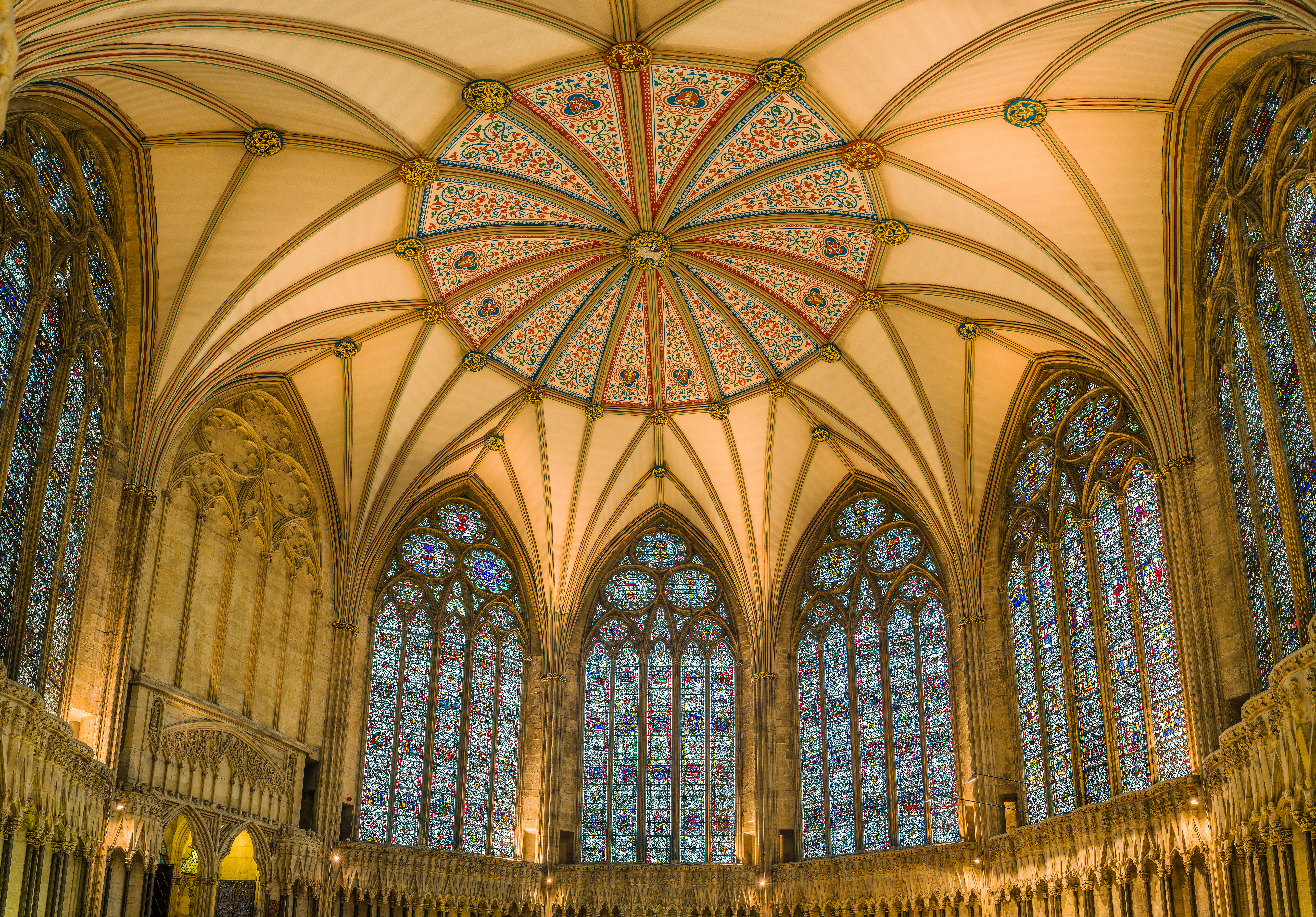
Капитулярная зала
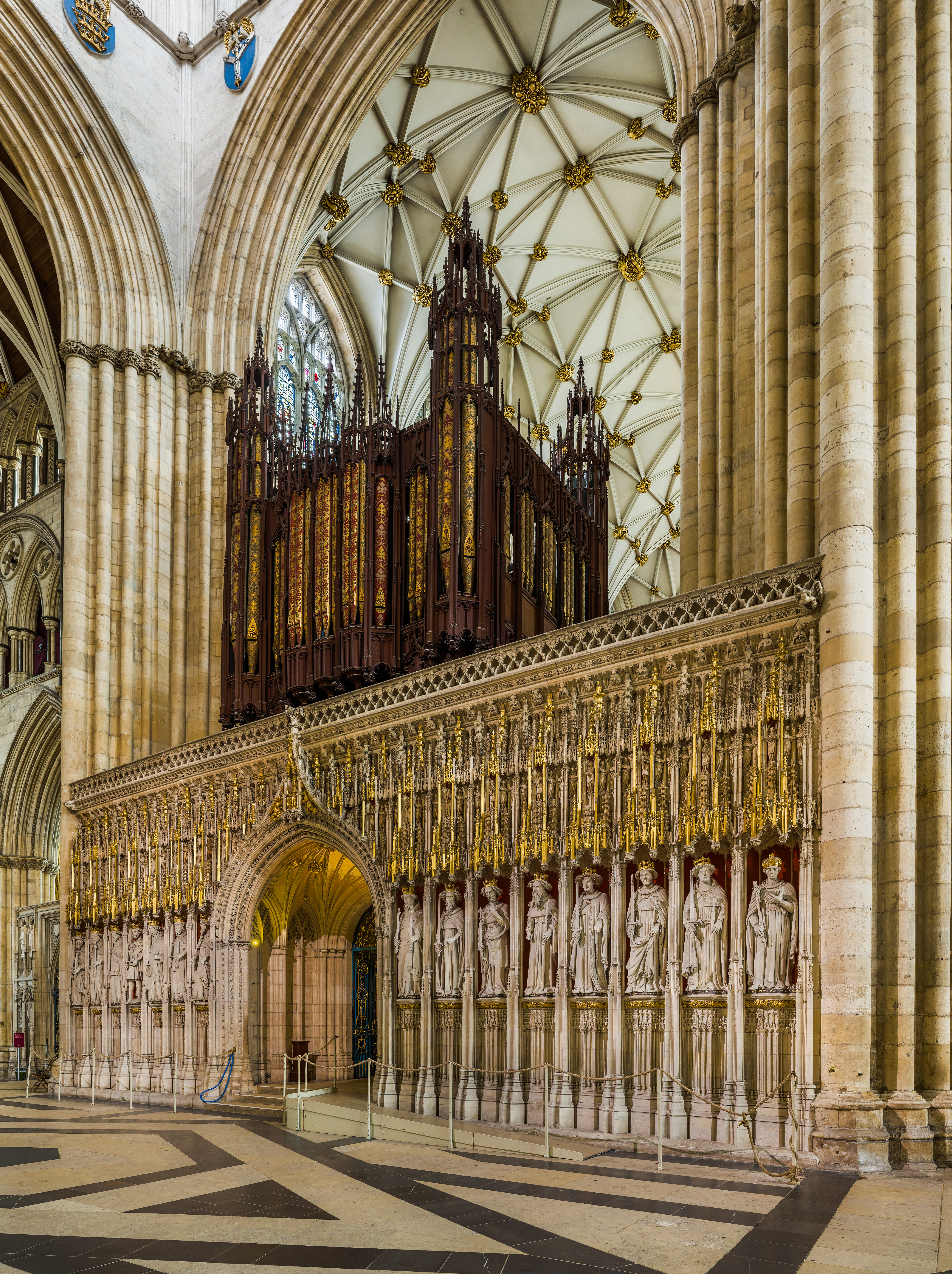
Королевская преграда и орган
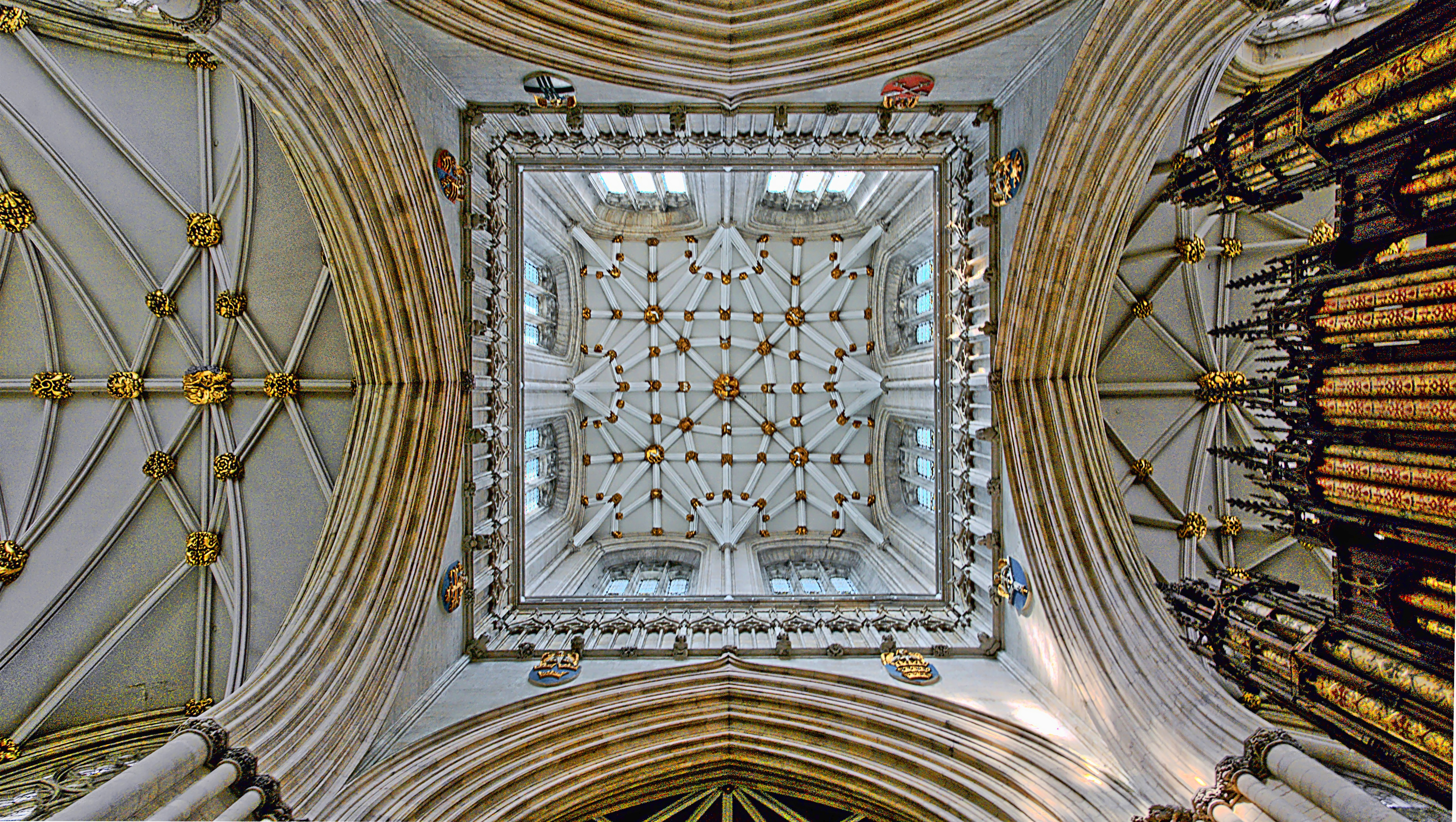
Средокрестие
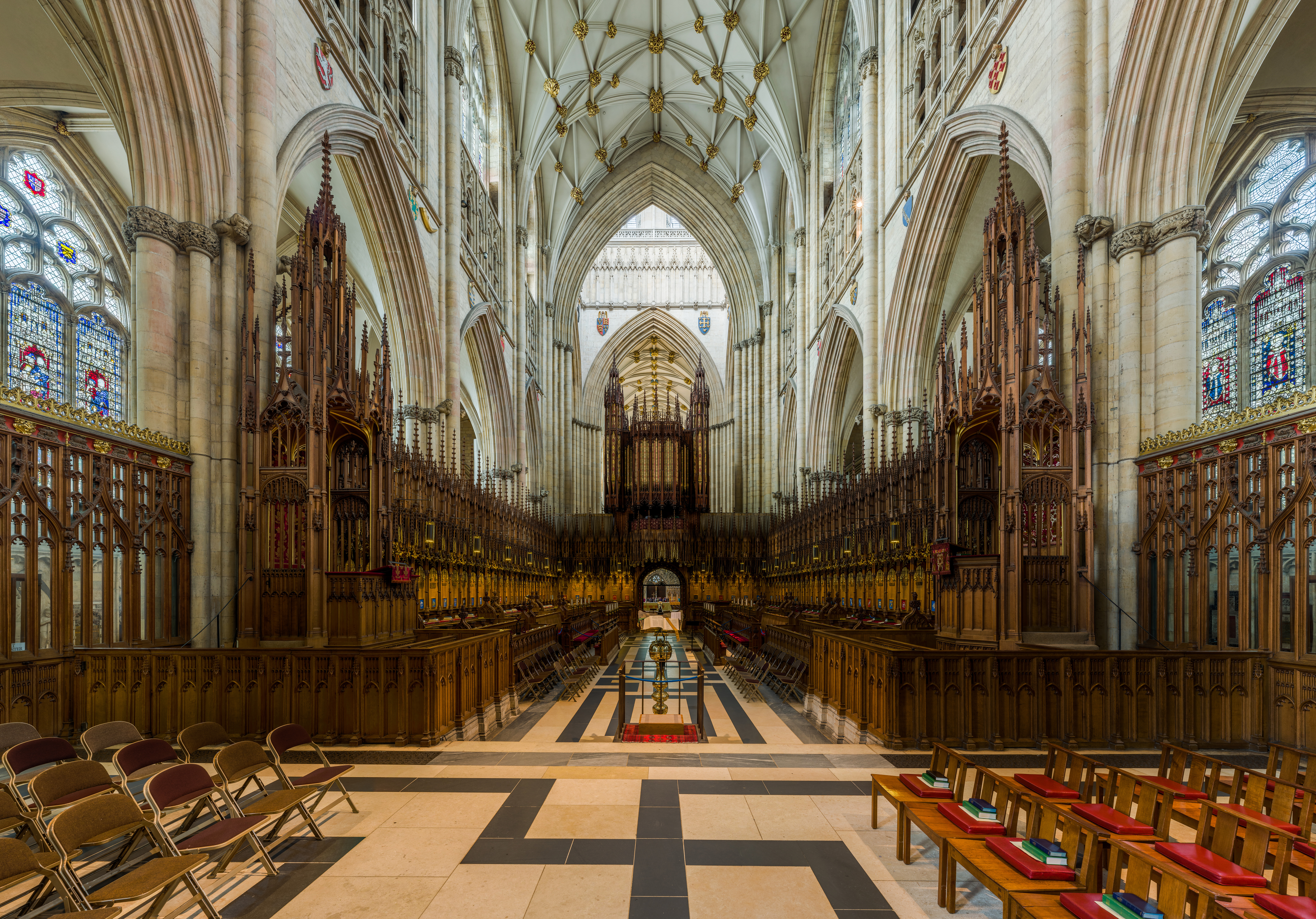
Хоры
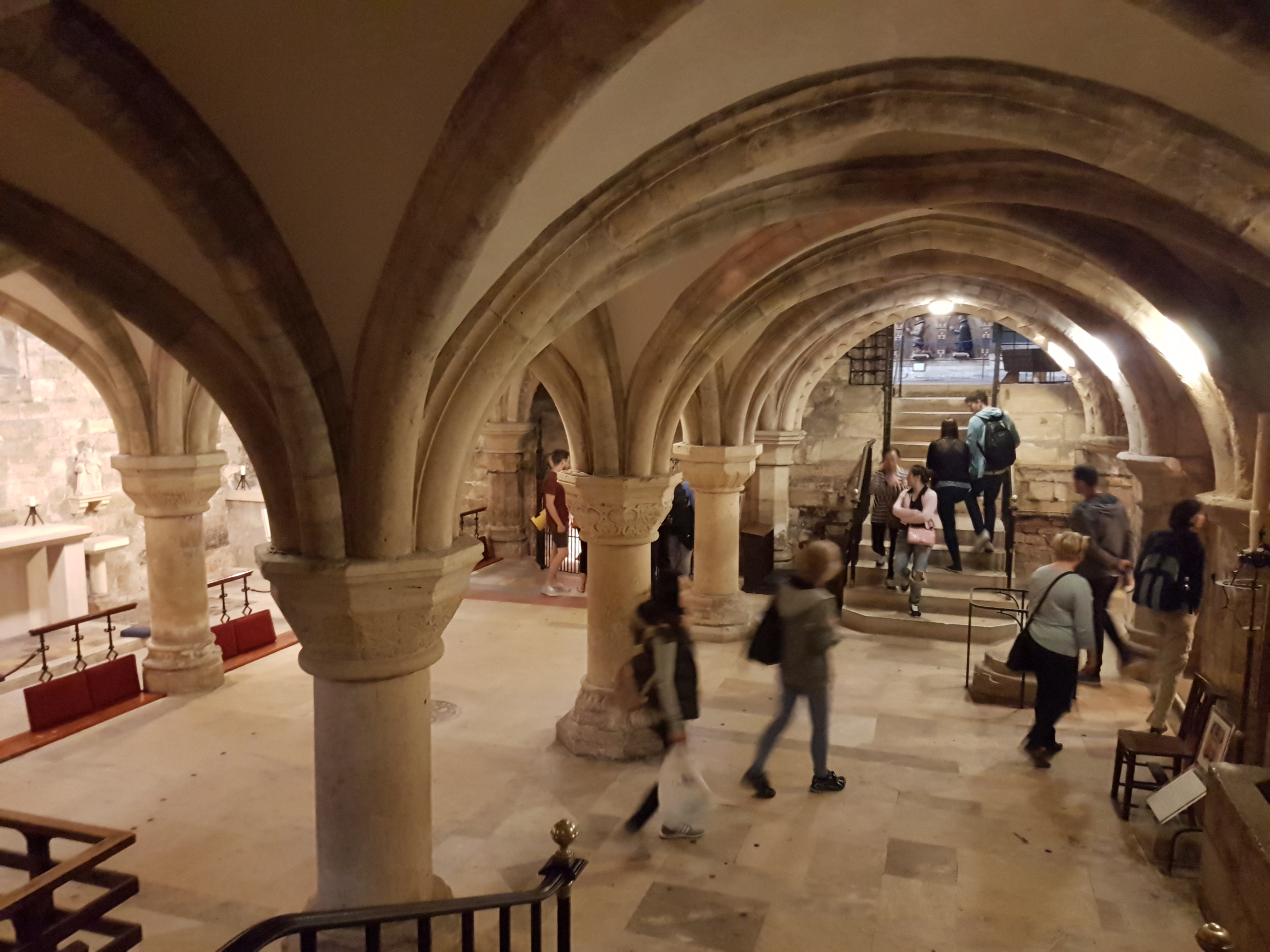
Крипта
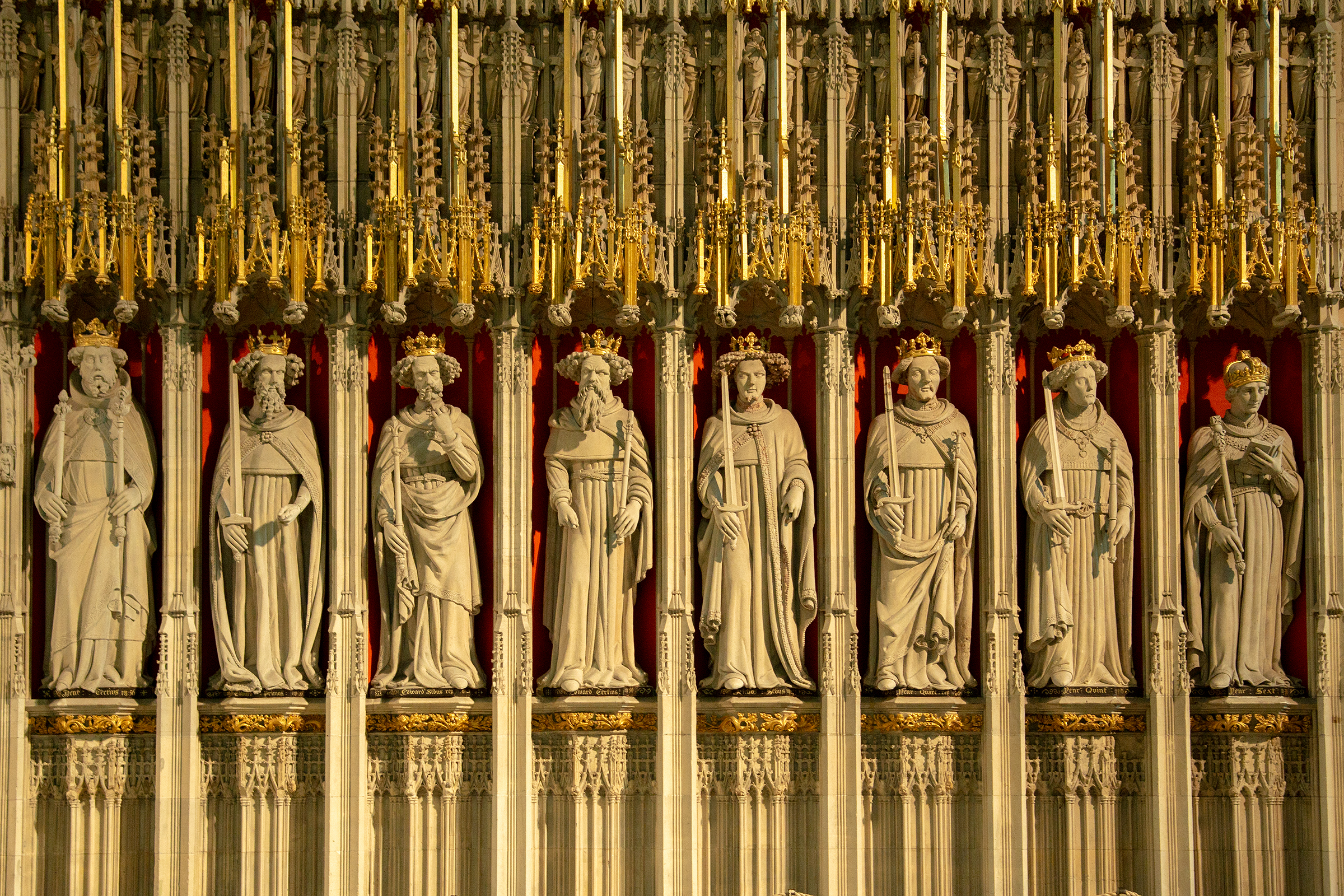
Часть статуй королей в алтарной преграде (XV век)
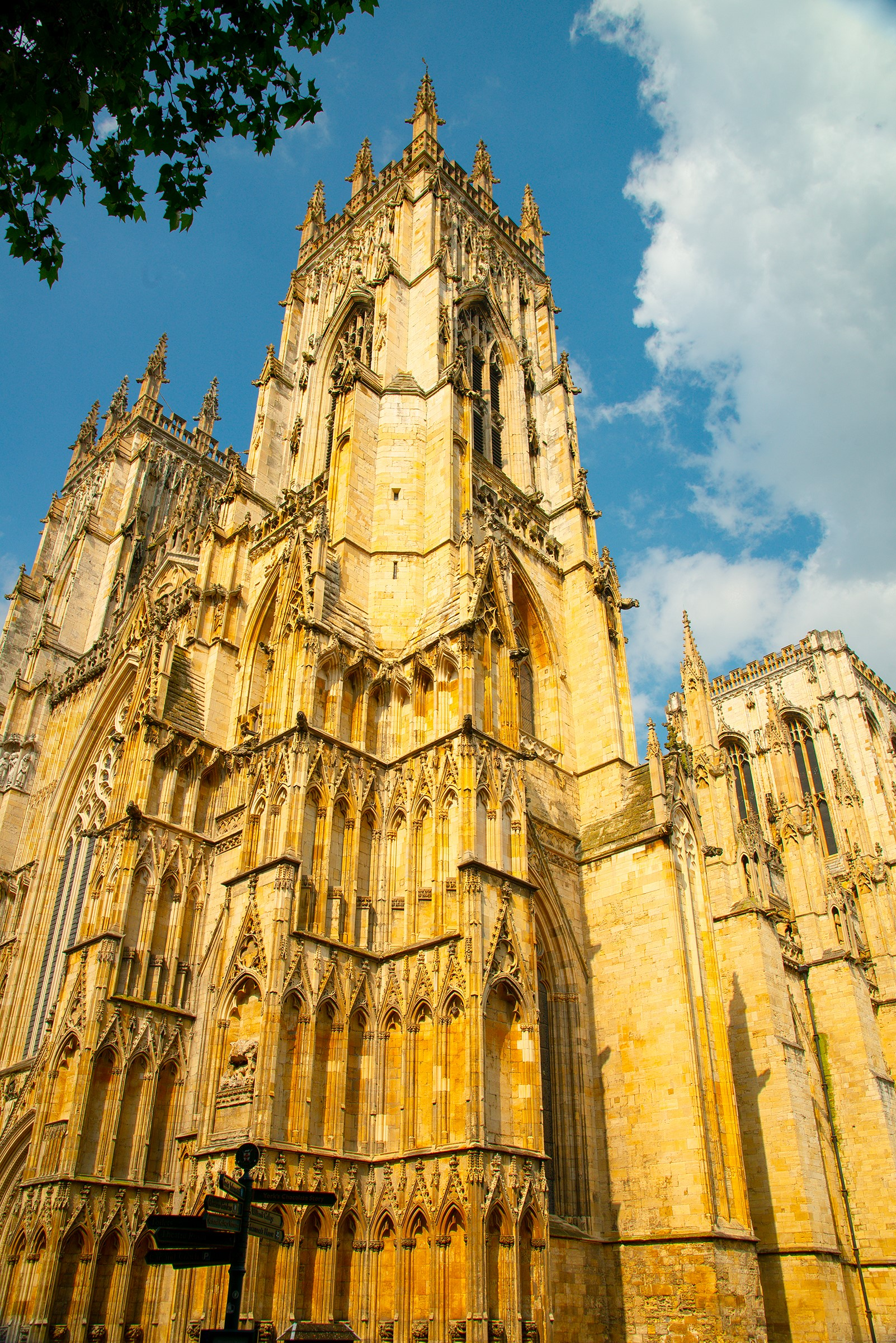
Юго-западная башня на закате

### Витражи

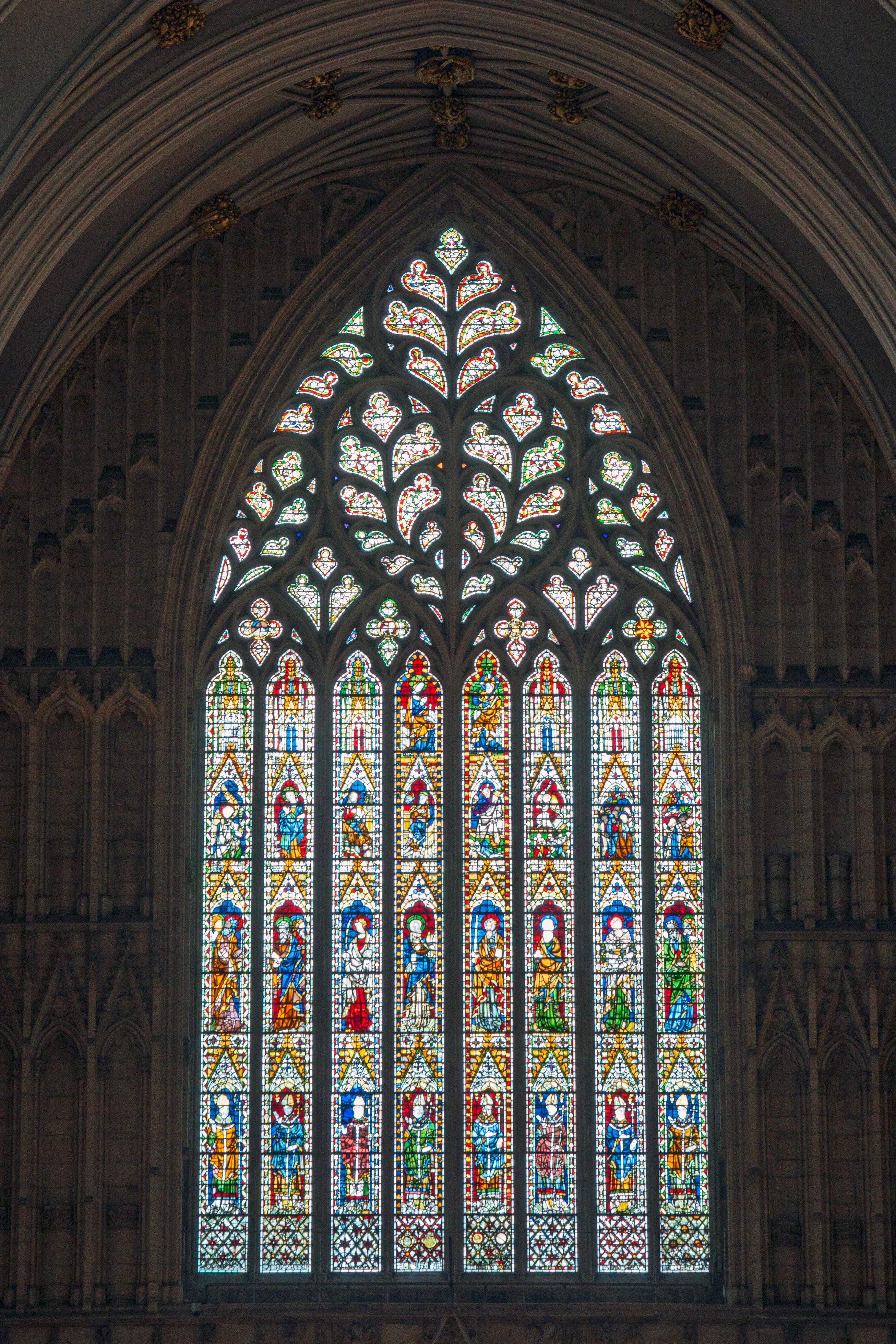
Большое Западное окно (1338—39), также известное как «Сердце Йоркшира» с криволинейными переплётами в декоративном стиле
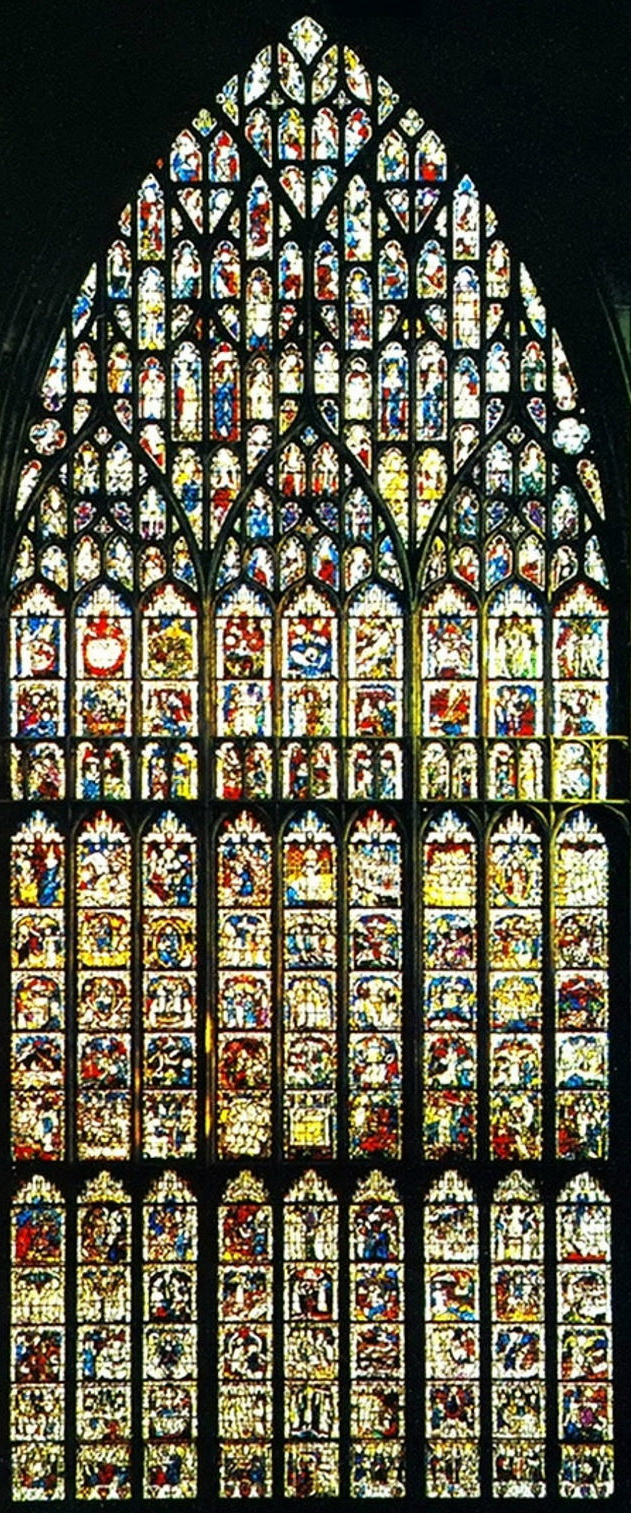
Большое Восточное окно, «Апокалипсис» (1405—1408) в перпендикулярном стиле
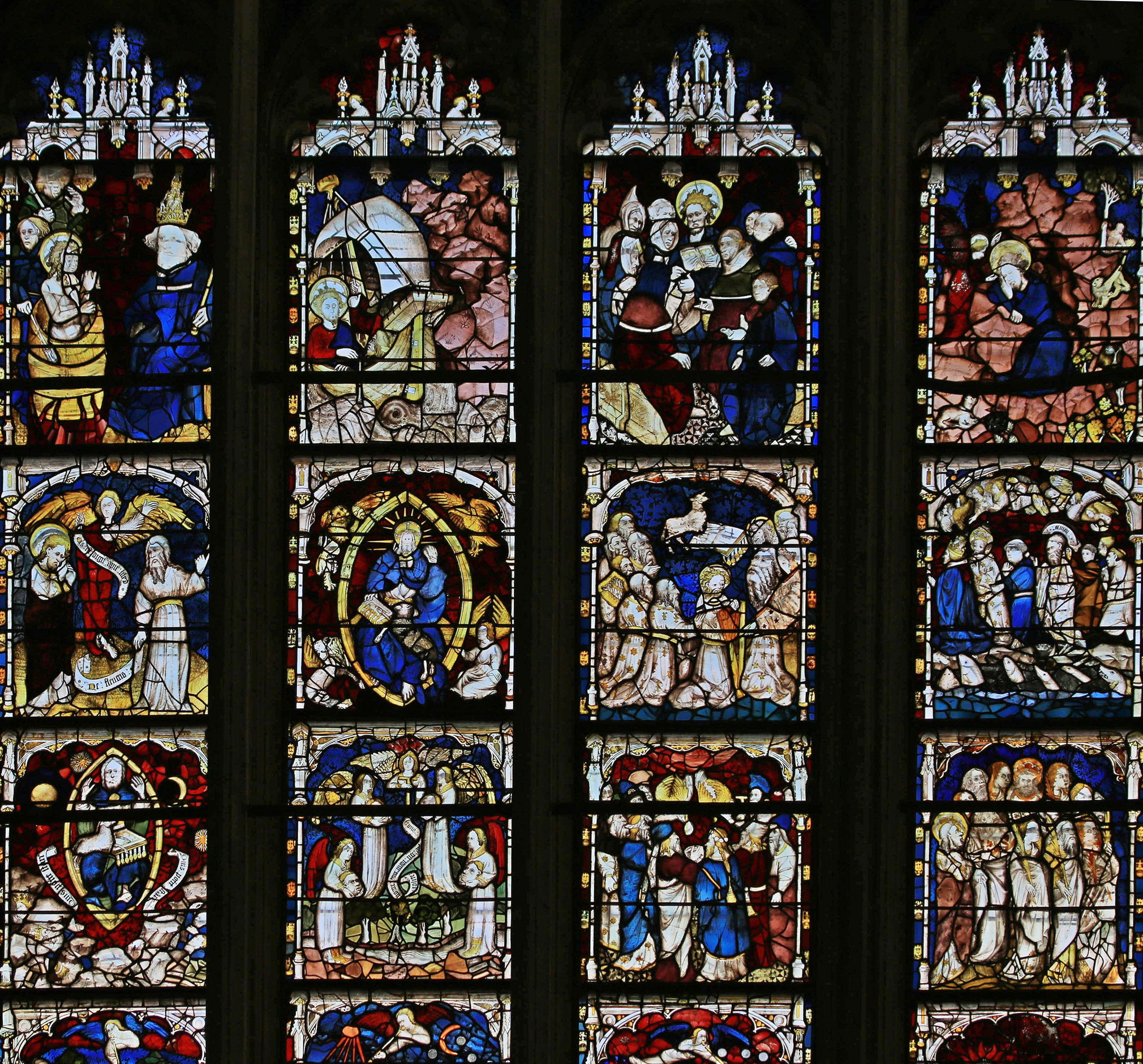
«Апокалипсис» (1405—1408), деталь Большого Восточного окна
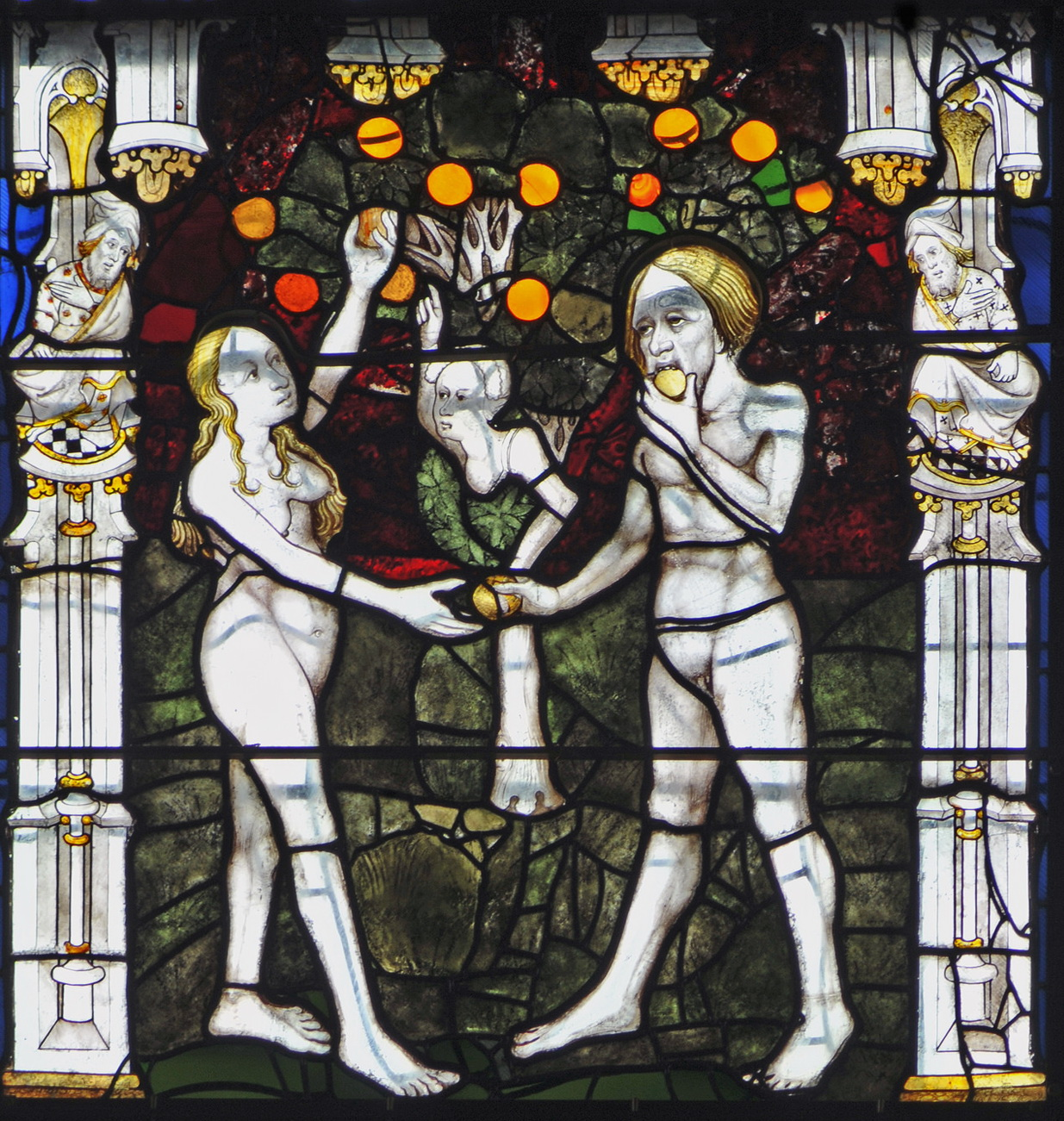
«Грехопадение Адама и Евы», деталь Большого Восточного окна

Часть витражей Йоркского собора восходит к XII веку, немалая часть стёкол, как цветных, так и бесцветных, немецкого происхождения. Большое Восточное окно высотой 77-футов (23 м) и шириной 32-фута (9,8 м) изготовлено Джоном Торнтоном (англ. John Thornton) в начале XV века, за каковую работу он получил £66. Окно является самым большим средневековым витражем в Англии. Другим значительным памятником витражного искусства являются окна Пяти Сестёр в торце северного трансепта из гризайлевых стёкол 1260-х годов высотой 16,3 метра (53 фута).
Технология витражей классическая, стёкла раскрашивались, обжигались и скреплялись свинцовыми переплётами, но, вследствие большого временного промежутка, на котором витражи создавались, можно видеть результаты применения различных техник на всех этапах изготовления. Всего в соборе насчитывается около двух миллионов отдельных кусочков цветного стекла. Окна демонтировали как в Первую, так и во Вторую мировую войну под угрозой немецких бомбардировок. «Окно Пяти Сестёр» XIII века отреставрировано в 1925 году на деньги, собранные Альмирой Грей и Хелен Литтл.
В 2008 году начата консервация Большого Восточного окна с полной его разборкой до отдельных кусочков стекла и нанесением защитного покрытия (от УФ-излучения). Пока витраж находился в мастерской при соборе, в соседнем помещении 30 декабря 2009 случился небольшой пожар из-за неисправности электропроводки. 311 панелей, однако, не пострадали. В сентябре 2015 первая фаза реставрации восточного фасада собора была завершена, и стоившая £11 млн реставрация витража закончилась к сентябрю 2017, а с ноября 2017 по январь 2018 года длилась их установка на место. Всего на Большое Восточное окно потрачено 92 400 человеко-часов.

### Башни и колокола
В двух башнях западного фасада находятся колокола, карильон и куранты. В северо-западной башне висят:
- Пётр Великий (216 британских центнеров, то есть 10,8 британских тонн или 10,6 метрических тонн)
- 6 часовых колоколов (из которых самый большой несколько тяжелее 60 брит. ц., то есть 3 брит. и метрич. тонны).

В юго-западной башне 36 колоколов, в том числе:
- 14 колоколов (тенор 59 брит. ц. или 3 брит. и метрич. тонны) для мелодического звона
- карильон из 22 голосов (тенор 23 брит. ц. или 1,2 брит. и метрич. тонны) и его специальная клавиатура в особой комнате.

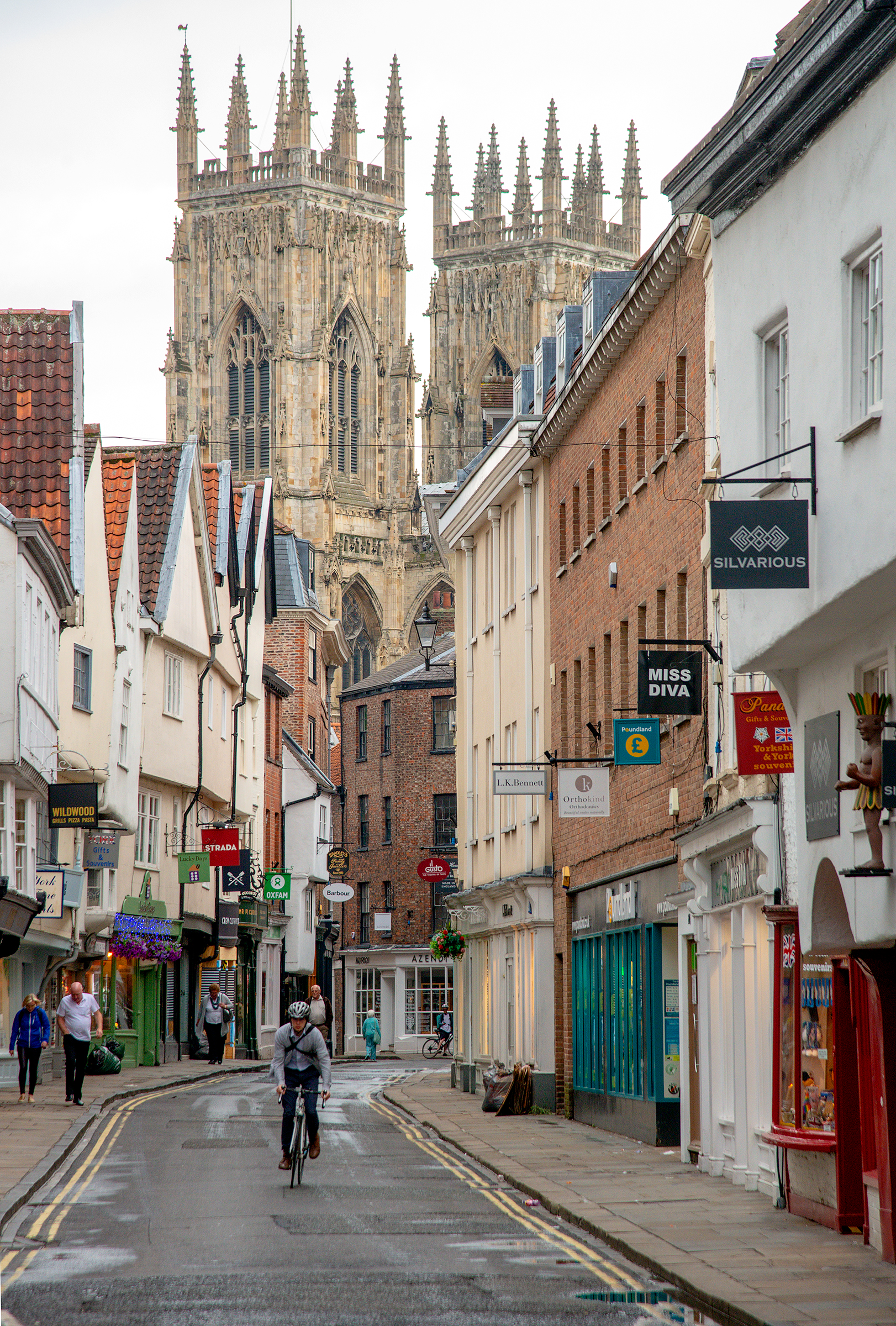

Часы днём бьют четверти, а Пётр Великий отбивает целые часы.
Мелодический звон, который исполняли волонтёры, прекратился в октябре 2016 года из-за разногласий между настоятелем и капитулом. Перерыв этот захватил и рождественские праздники, из-за чего, как считается, соборные колокола не звучали на Рождество впервые за 600 лет. Год спустя новая команда звонарей была набрана, и звон вернулся.
Йоркский собор стал первой в Англии церковью с карильоном. 4 апреля 2008 года прибыли 24 небольших колокола, добавленные к «Нельсоновым курантам», которые в 5 часов призывают к вечерней службе. Таким образом, получился набор из 35 голосов (диапазоном в три хроматические октавы). Новые колокола были отлиты там же, где все остальные, в литейне компании «John Taylor & Co» в Лафборо (англ. «Loughborough Bell Foundry»). Карильон стал первым вновь построенным на Британских островах за предыдущие 40 лет. Традиционно на нём исполняются религиозные гимны перед вечерней службой, но в другое время можно услышать и Бетховена, и Битлз, и любую другую музыку.

### Часы
Астрономические часы устроены в северном трансепте в 1955 году в память лётчиков, базировавшихся в Йоркшире, Дареме и Нортумберленде, и погибших в боях Второй мировой войны.

### Мощи и захоронения
После гибели Томаса Бекета Йорк ощутил соперничество со стороны Кентербери, где был погребён этот канонизированный архиепископ. Паломники отхлынули от Йорка, а вместе с паломниками и их траты в городе, и пожертвования на храм. Уолтер де Грей при поддержке короля обратился к Папе, и 18 марта 1226 года Папа Гонорий III объявил о включении в список святых Церкви Воинствующей Вильяма (Фитцгерберта), Архиепископа Йоркского. В 1279 году архиепископ Вильям из Виквейна, (англ. William de Wykewayne) поместил мощи святого Вильяма Йоркского в раку позади алтаря на платформе, специально возведённой над сводами крипты. Антоний Бек оплатил все расходы. 29 декабря король Эдуард I с епископами на плечах вынесли реликварий с мощами, и в тот же день Антоний Бек был возведён в сан епископа Даремского.
Могила Уолтера из Грэя находится в южном трансепте. Останки его были погребены на всенощной службе в Пятидесятницу 1255 года в саркофаге из мрамора с его полным скульптурным изображением из пурбекского мрамора под балдахином на десяти тонких колонках. Позднее это погребение несколько заслонила кованая ограда, устроенная архиепископом Уильямом Маркэмом в начале XIX века.
На кладбище собора традиционно хоронились архиепископы Йоркские, в том числе Элдред и Уильям Мелтон, среди других захоронений — безымянная могила Осбальда, короля Нортумбрии.

## Своды

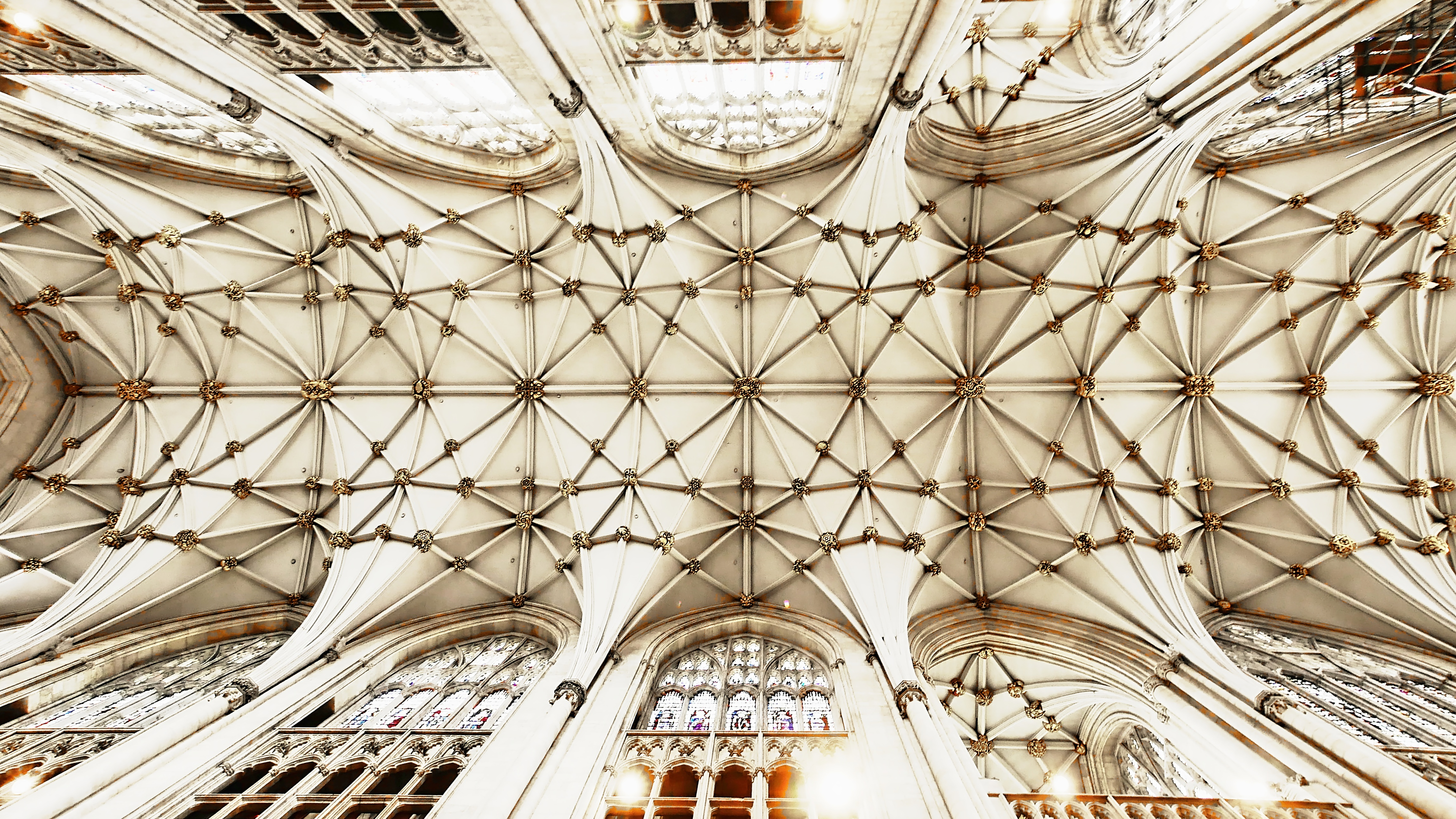
В алтаре
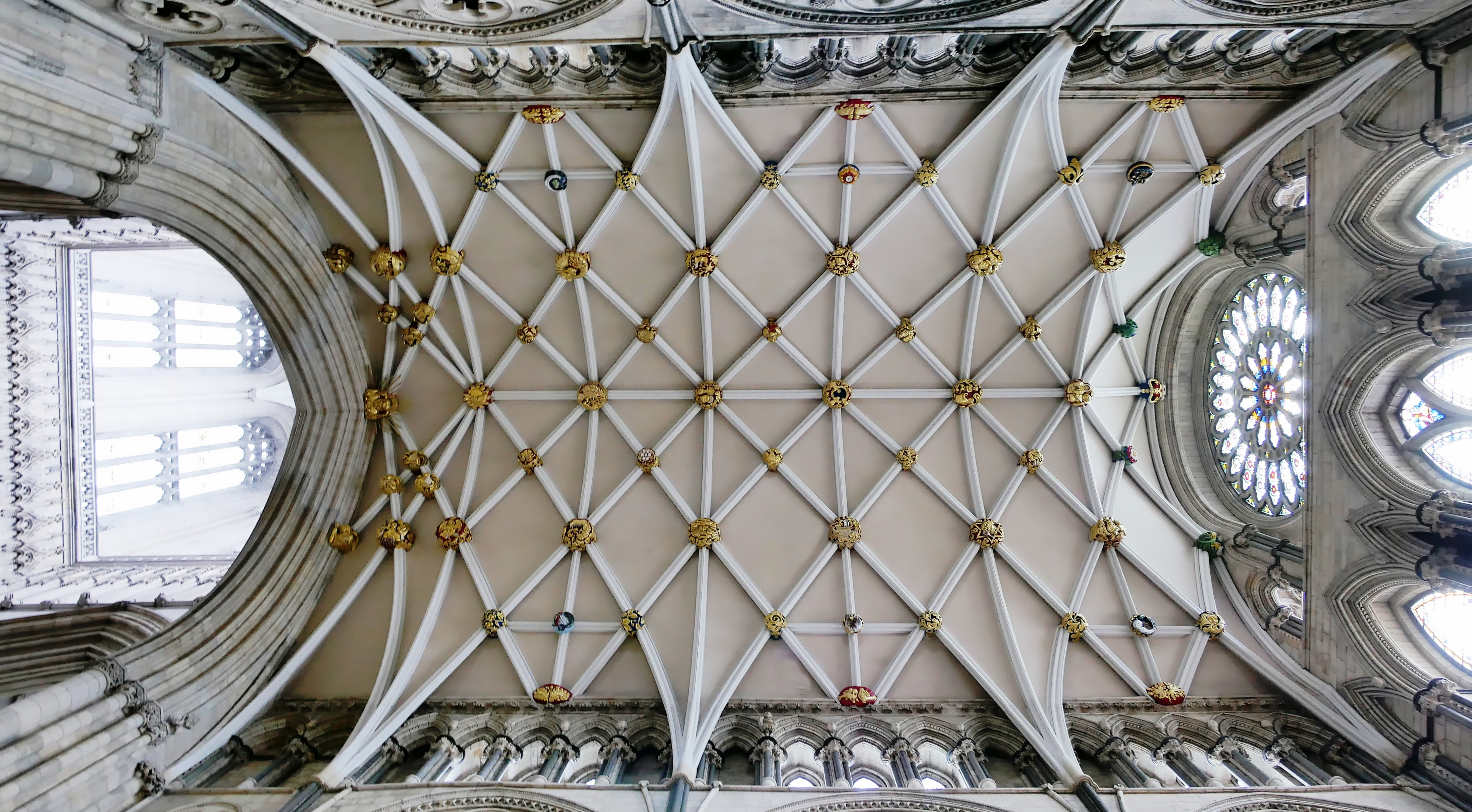
В южном трансепте
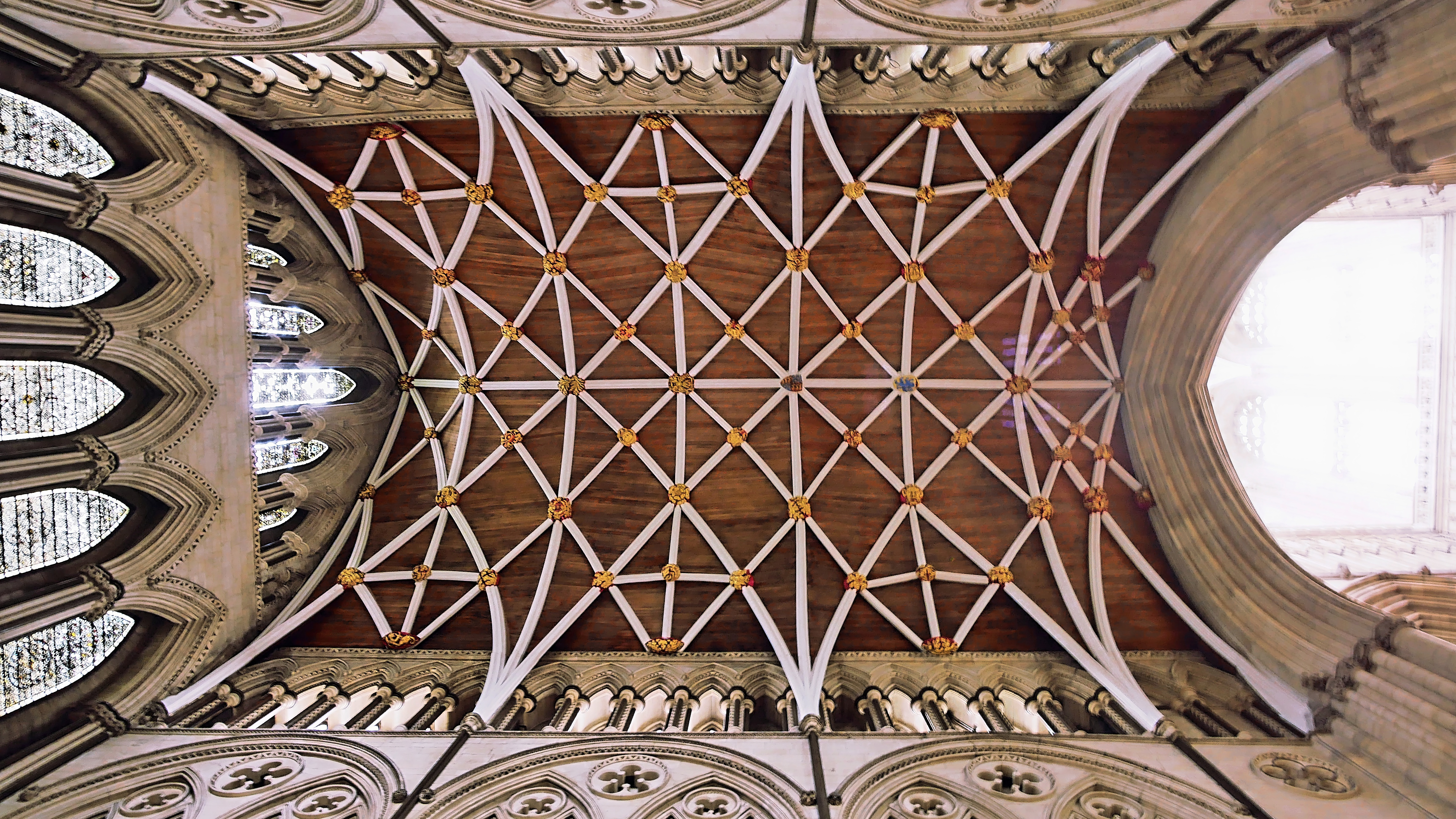
В северном трансепте
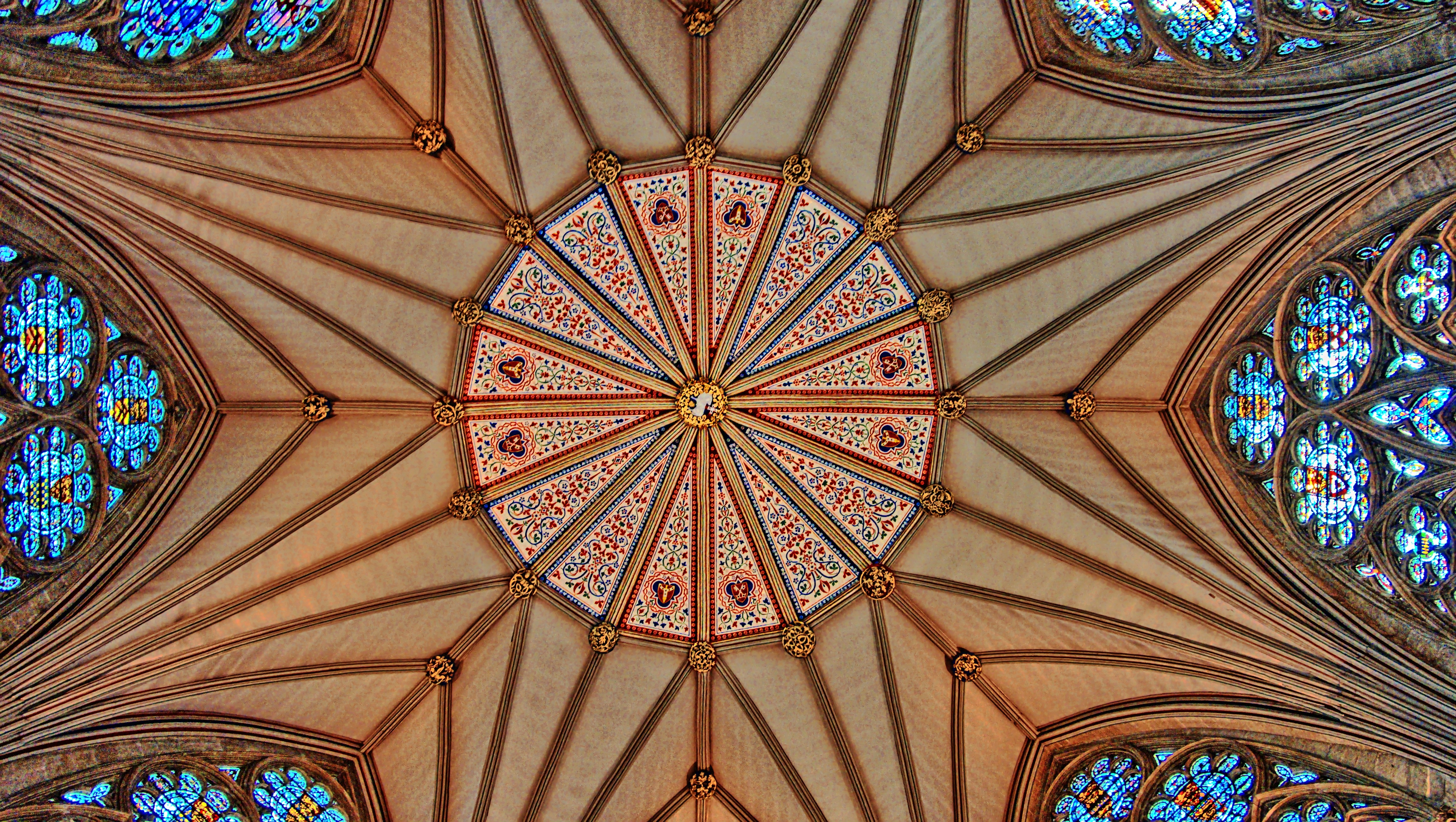
В капитуле
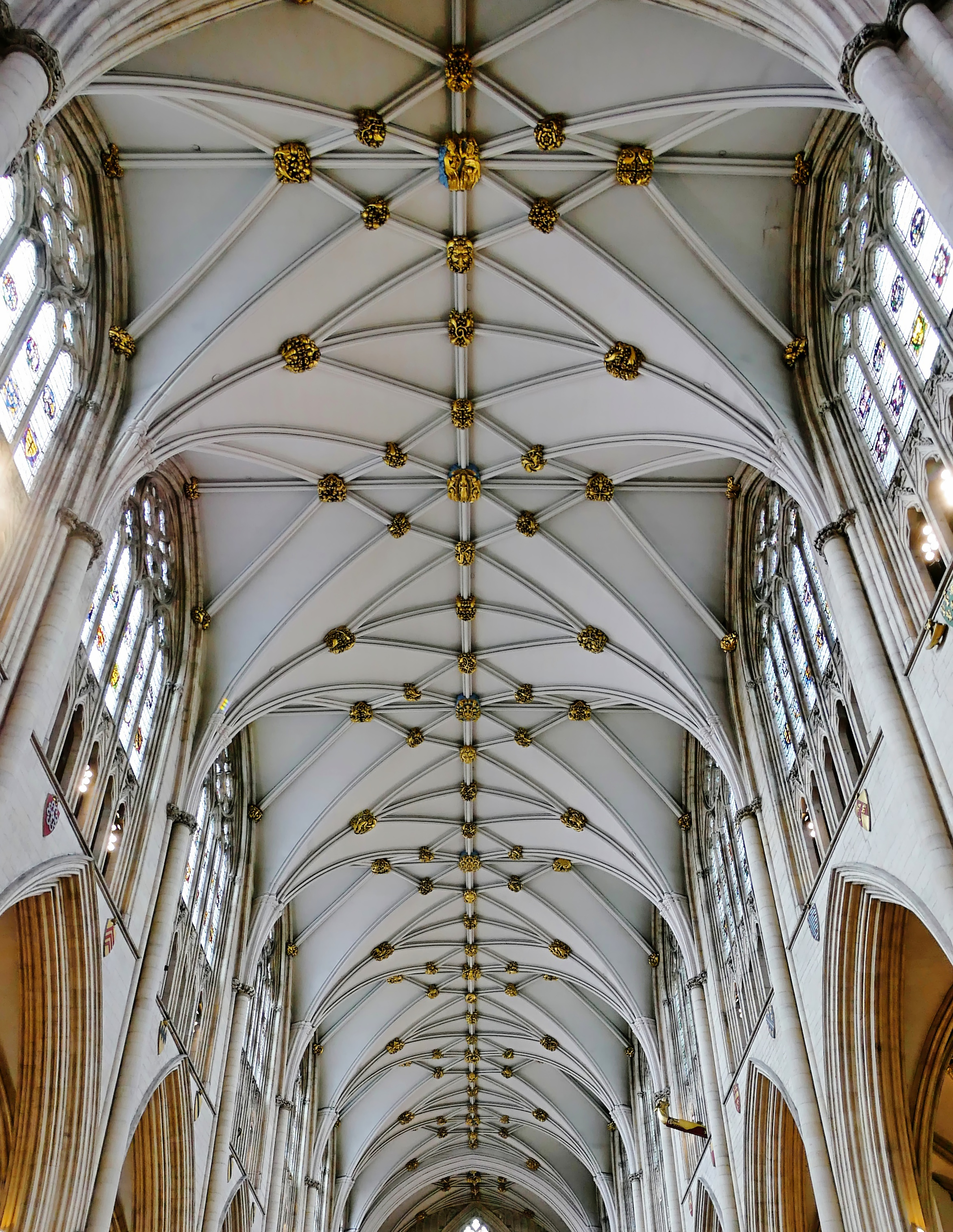
В нефе

## Орган
В 1829 году старый орган собора был уничтожен пожаром, и нынешний сооружён в 1832 году фирмой «Elliot and Hill», реконструирован в 1859 фирмой «William Hill and Sons». Корпус органа и самые большие трубы остались прежними, а механика полностью обновлена.
В 1903 году «J. W. Walker and Sons» построили в прежнем корпусе третий орган, сохранив некоторые регистры старого инструмента.
«Harrison & Harrison» в 1918 году добавили регистр «Tuba Mirabilis» и подвергли ревизии Большой хор, а в 1931 установили новую консоль с электропневматической механикой и четыре новых регистра. Регистры солирующих туб были заключены в отдельную камеру.
В 1960 году «J. W. Walker & Sons» отремонтировали механику, уменьшили давление воздуха и в духе неоклассических веяний добавили аликвоты и высокие хоры. Этой же фирмой выполнена чистка органа в 1982 году.
Пожар 1984 года затронул и орган, но незначительно, он лишь ускорил наступление общей реставрации, которая началась в 1991 и продлилась 2 года. Работы исполнили «Principal Pipe Organs of York» под руководством своего основателя Джоффри Коффина (англ. Geoffrey Coffin), в то время помощника органиста в соборе.
В 2018 году была объявлена новая реставрация органа стоимостью £2 млн, продолжительностью 2 года, в течение которых все 5403 трубы будут отреставрированы у «Harrison and Harrison» в Дареме.

### Органисты
Органисты Йоркского собора носят несколько титулов, обязанности их более или менее сходны с обязанностями органиста и руководителя хора. Нынешний органист и музыкальный директор собора — Роберт Шарп (англ. Robert Sharpe), помощник музыкального директора — Бен Моррис (англ. Ben Morris).
Среди достойных упоминания органистов собора в прошлом — четыре представителя семейства Кэмидж (англ. Camidge), служивших совокупно более столетия, и несколько композиторов, среди которых Джон Нейлор, Томас Терций Нобл, Эдуард Бэрстоу, Френсис Джексон и Филип Мур.

## События

### Иллюминации

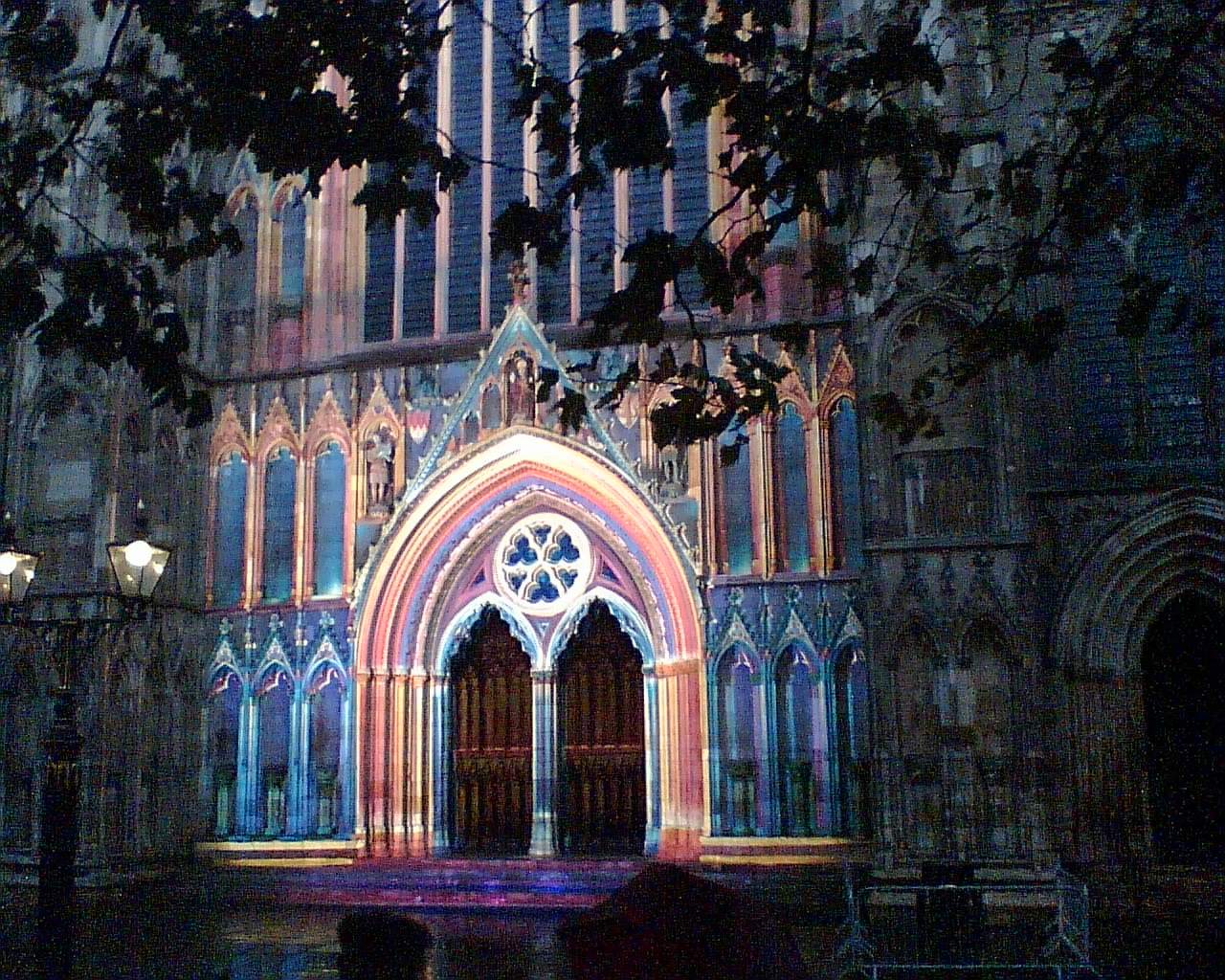
Иллюминация Западного портала в декабре 2005

В ноябре 2002 года Йоркский собор был впервые иллюминирован. Цветную подсветку разработал уроженец Йорка Mark Brayshaw. Аналогичные иллюминации устраивались и в последующие годы на рождество.
Собор был также иллюминирован на 5 ноября 2005 года в честь 400-летия со дня разоблачения порохового заговора (Гай Фокс был уроженцем Йорка) в уникальной технике «хромолит» Патрисом Уорренером).
В октябре 2010 были целиком подсвечены южный трансепт и его роза.

### Йоркские мистерии
Впервые провести Йоркские мистерии в соборе настоятель и капитул разрешили в 2000 году, под руководством режиссёра Грега Дорана (англ. Greg Doran). Снова представление проходило в соборе в 2016 году.